# B'z LIVE-GYM 2015 -EPIC NIGHT-
《B'z LIVE-GYM 2015 -EPIC NIGHT-》是日本樂團B'z的LIVE映像化作品。以DVD和Blu-ray的形式发售。

## 演奏

### 團員
- 松本孝弘：吉他、音樂製作
- 稻葉浩志：主唱、口琴（ZERO）、吉他（Blue Sunshine）

### 支援樂手
- 增田隆宣：鍵盤手
- ：鼓手
- Barry Sparks（英语：Barry Sparks）：貝斯手
- 大賀好修 ：吉他

## 收錄內容
1. RED
在體育場公演前發售的第52張單曲。從體育場公演開始代替《有頂天》成為開場曲，在Opening Movie「紅色氣球之旅」後演唱。
前奏的班卓琴彈奏部分和和聲部分被延長，在松本的結他響起的瞬間，一面紅色的旗將舞台全面吊起。而稻葉則從舞台側面的樓梯形佈景出現，落到舞台上時進入歌曲的A-PART（英语：Song structure#Verse）。
2. NO EXCUSE
伴隨着稻葉的台詞，會場上的女觀眾被隨機拍攝然後投影到舞台上的大熒幕。從這裏開始舞台後方的「EPIC NIGHT」LOGO燈飾開始亮起。
3. YOU&I
第16張單曲《心願》的2nd Beat。1995年發售以來首次被影像化。
在前述的「自己從未聽過，希望有一天能在LIVE-GYM上聽到的歌曲」的調查里獲得第二位，自「B'z LIVE-GYM Pleasure 2000 "juice"」之後15年以來首次演唱。
開始時首先是粉紅色的巨型文胸「EPIC BRA」在主舞台上出場，背面寫着「（歡迎來到B'z的LIVE-GYM！）」，然後在稻葉說出「歡迎來到B'z的LIVE-GYM！」之後接着開始演唱本曲。
4. TIME
和《love me, I love you》、《Don't Leave Me》交替演唱。
5. HEAT
在體育場公演時延長了前奏的電子音部分。
本曲在上述調查里獲得第一位。
6. 難以言喻（アマリニモ）
演唱前加入了稻葉的MC。
7. Exit To The Sun
由松本和大賀稍短的結他SOLO進入前奏開始演唱。
8. Black Coffee
9. 不在意你的日子（君を気にしない日など）
自2013年舉行的「B'z Special LIVE at EX THEATER ROPPONGI」後2年來首次演唱。代替了在音樂廳及競技場公演里演唱過的「Classmate」被加到演唱列表里。
曾在「B'z LIVE-GYM 2013 -ENDLESS SUMMER-」被用作LIVE-GYM的退場曲（當時未發表），這是繼「New Message」在未發表時被用作LIVE-GYM退場曲後的第二次。
10. Man Of The Match
松本和樂隊成員演奏Jazz Section。B part的《コレデイイノダ》部分由稻葉讓觀眾合唱。
11. 熱情鼓動的結果（熱き鼓動の果て）
樂隊成員介紹，之後是增田的電子琴獨奏。本曲是自「B'z LIVE-GYM 2002 "Rock n'California Roll"」以來相隔13年的演奏。
12. ZERO
13. Blue Sunshine
14. 有頂天
15. ultra soul
16. Swimmer啊!!（スイマーよ!!）
17. BURN -不滅的FACE-（BURN -フメツノフェイス-）
18. Las Vegas
19. EPIC DAY
20. 一部分與全部（イチブトゼンブ）
21. 愛的爆彈（愛のバクダン）